# Wschodniokaraibski Bank Centralny
Wschodniokaraibski Bank Centralny (ang. Eastern Caribbean Central Bank, ECCB) - ponadnarodowy bank centralny odpowiadający za emisję pieniądza i politykę pieniężną na terenie sześciu niepodległych państw i dwóch terytoriów zależnych Wielkiej Brytanii z regionu basenu Morza Karaibskiego. Wspólną walutą państw członkowskich banku jest dolar wschodniokaraibski. Siedziba ECCB mieści się w Basseterre. Choć wszyscy jego członkowie należą zarazem do Organizacji Państw Wschodniokaraibskich, sam bank oficjalnie nie jest organem tej organizacji. Istnieje od 1983.
Członkowie:
- Antigua i Barbuda
- Dominika
- Grenada
- Saint Kitts i Nevis
- Saint Lucia
- Saint Vincent i Grenadyny
- Anguilla
- Montserrat